# 格朗德河亞特蘭蒂鱂
格朗德河亞特蘭蒂鱂，為輻鰭魚綱鯉齒目鰕鱂亞目溪鱂科的其中一種，為熱帶淡水魚，分布於南美洲巴西南部Patos流域，體長可達3.4公分，棲息在植被生長的潟湖底中層水域，生活習性不明。

## 擴展閱讀
維基物種上的相關：格朗德河亞特蘭蒂鱂